# 亲和图法

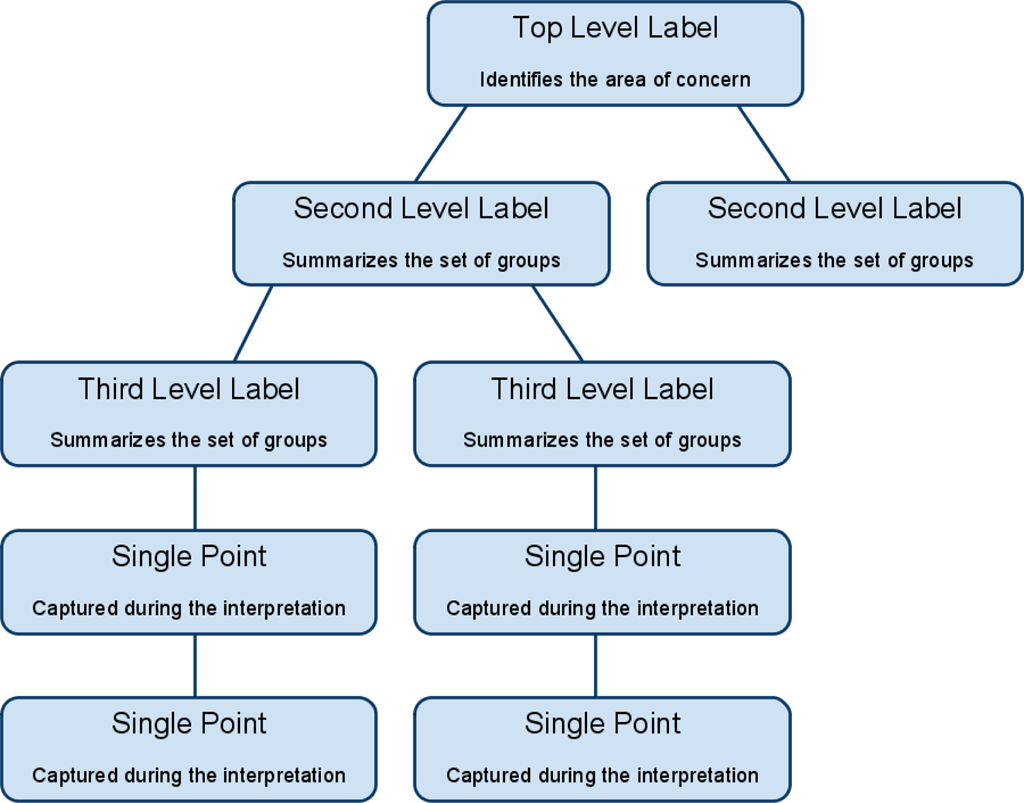
一种亲和图

亲和图法（英文：Affinity Diagram），又称KJ法，是一种用于整理创意、想法和数据的工具，是质量管理新七大工具之一。此工具由日本人类学家川喜田二郎（罗马化：Jiro Kawakita）于在20世纪60年代提出，故亦得名KJ法。
该工具通常在项目管理中使用，目的是将头脑风暴产生的大量创意和想法根据其自然关系进行分组，以便进行审视和分析。它也常作为整理现场采访笔记和见解的方法被应用于情境调查之中。它还可用于整理其他自由式内容，例如开放式调查问卷、呼叫日志或其他定性数据。

## 过程
亲和图通过以下步骤整理想法和创意：
1. 将每个点子记录在卡片或笔记上；
2. 找到看起来相关的想法；
3. 将所有卡片进行分组。

在卡片被分组后，团队就可以将大的集群分类成子组，以便于管理和分析。
亲和图可用于进一步建立因果图。
通常情况下，若要头脑风暴和应用亲和图达到最好的效果，则需要关键利益相关者在内的跨职能团队共同参与。

## 引文
1. ↑  Improving Performance Through Statistical Thinking By Galen C. Britz
2. ↑  Project Management Institute 2021，Glossary §3 Definitions.
3. ↑  Affinity Diagram - Kawakita Jiro or KJ Method （页面存档备份，存于）, Retrieved June 6, 2010
4. ↑  .   [2007-06-12]. （原始内容存档于2020-11-05）.
5. ↑  Value: Its Measurement, Design and Management By M. Larry Shillito
6. ↑  .   [2007-06-12]. （原始内容存档于2016-03-03）.